# Halové mistrovství Československa v atletice 1976
Halové mistrovství Československa v atletice 1976 se konalo v Košicích ve dnech 7. a 8. února 1976.

## Medailisté

### Muži
| Soutěž        | Zlato                   | Stříbro                 | Bronz                 |
| 50 m          | Ján Chebeň 5.6          | Roman Lacko 5.7         | Juraj Demeč 5.7       |
| 400 m         | Vítězslav Vostatek 49.2 | Miroslav Procházka 49.5 | Ján Svrček 49.7       |
| 800 m         | Ladislav Kárský 1:57.0  | Milan Richtárik 1:57.4  | Dušan Lazor 1:58.8    |
| 1500 m        | Ján Šišovský 4:07.7     | Jozef Marcin 4:09.1     | Petr Gregořica 4:09.2 |
| 3000 m        | Štefan Polák 8:02.8     | Stanislav Petr 8:06.2   | Zdeněk Zbranek 8:14.4 |
| 50 m př.      | Lubomír Nádeníček 6.5   | Jiří Čeřovský 6.5       | Eduard Longauer 6.6   |
| Skok do výšky | Jaroslav Alexa 214      | Ctibor Nezdařil 210     | Roman Moravec 210     |
| Skok o tyči   | Jiří Lesák 490          | Antonín Hadinger 490    | Antonín Spěvák 470    |
| Skok daleký   | Zdeněk Mazur 765        | Pavol Tolnay 750        | Jaroslav Priščák 741  |
| Trojskok      | Pavel Sasín 16.03       | Karel Hradil 15.39      | Jan Lejsek 14.87      |
| Vrh koulí     | Miroslav Janoušek 18.70 | Dušan Hamár 17.45       | Dalibor Vašíček 16.94 |

### Ženy
| Soutěž        | Zlato                       | Stříbro                | Bronz                                   |
| 50 m          | Eva Šuranová 6.2            | Jarmila Nygrýnová 6.3  | Mária Varcholová a Helena Svobodová 6.4 |
| 400 m         | Jarmila Kratochvílová 57.6  | Jitka Birnbaumová 57.7 | Darina Hlaváčová 58.8                   |
| 800 m         | Jozefína Čerchlanová 2:09.1 | Božena Sudická 2:15.1  | Vlasta Babecová 2:15.9                  |
| 1500 m        | Božena Sudická 4:38.4       | Zdeňka Uhlířová 4:44.6 | Ludmila Černá 4:46.3                    |
| 50 m př.      | Monika Schönauerová 7.1     | Jiřina Lamačová 7.3    | Jana Poloková 7.3                       |
| Skok do výšky | Mária Mračnová 185          | Alena Plischkeová 175  | Alena Kutilová 175                      |
| Skok daleký   | Jarmila Nygrýnová 634       | Eva Šuranová 609       | Anna Zmeková 574                        |
| Vrh koulí     | Milada Peterková 15.27      | Zdena Kusá 15.13       | Gabriela Hanuláková 13.02               |